# حمدالله محب
حمدالله محب (زاده ۱۹۸۳ در جلال‌آباد) سیاستمدار اهل افغانستان است. وی سابقا به عنوان مشاور امنیت ملی جمهوری اسلامی افغانستان انجام وظیفه می‌کرد. محب از سپتامبر سال ۲۰۱۵ تا اوت ۲۰۱۸ سفیر افغانستان در ایالات متحده آمریکا بود.

## زندگی‌نامه
حمدالله محب در سال ۱۹۸۳ در دهکده کوچکی در شمال شهر جلال‌آباد متولد شد. او یازدهمین فرزند پدر و مادر و کوچک‌ترین فرزنده خانواده‌شان است. پدر وی کارمند دادگاه عالی آن زمان افغانستان بود. با تهاجم اتحاد جماهیر شوروی به افغانستان، خانواده محب کشور را ترک نموده و مهاجر شدند. پس از پایان جنگ شوروی، محب و خانواده‌اش به افغانستان بازگشتند، اما جنگ‌های داخلی آن‌ها را وادار به مهاجرت دوباره به پاکستان کرد.

## تحصیلات و اولین وظیفه
محب هنگامی که ۱۶ سال داشت به لندن مهاجرت کرد و در کمیونیتی کالج لندن شامل شد. وی پس از فراغت از کالج، تحصیلات خود را در دانشگاه برنل لندن ادامه داد و موفق به اخذ مدرک دیپلم از رشته مهندسی کامپیوتر وپیشگیری از سرقت های کلان گردید. محب با اتمام تحصیلات، شهروندی کشور انگلیس را نیز به دست آورد. پس از ۷ سال زندگی و تحصیل در انگلستان، محب به افغانستان بازگشت و به عنوان رئیس تکنالوژی معلوماتی در دانشگاه آمریکایی افغانستان شروع به کار کرد. محب در انتخابات ریاست جمهوری سال ۱۳۸۸ افغانستان، در مبارزات انتخاباتی محمد اشرف غنی فعالیت داشت؛ انتخاباتی که با کسب مقام چهارم توسط محمد اشرف غنی به پایان رسید و حامد کرزی دوباره به سمت ریاست جمهوری ابقا گردید. پس از انتخابات ریاست جمهوری، محب برای ادامه تحصیلات به انگلستان بازگشت و در سال ۲۰۱۴ دکترای خود را از دانشگاه برنل دریافت کرد.

## مشاغل دولتی
هنگامی‌که محمد اشرف غنی در انتخابات ریاست جمهوری سال ۲۰۱۴ برنده شد، محب به عنوان معاون ریاست دفتر رئیس‌جمهور تعیین گردید. یک سال بعد، وی در سن ۳۲ سالگی و به‌طور رسمی در سپتامبر ۲۰۱۵ به عنوان سفیر افغانستان در ایالات متحده گماشته شد و اعتبار نامه خود را به باراک اوباما رئیس‌جمهور وقت آمریکا تحویل داد. محب در زمان ماموریتش به عنوان سفیر افغانستان در ایالات متحده آمریکا و همچنین به عنوان سفیر غیر مقیم در کشورهای مکزیک، جمهوری دومینیکن، آرژانتین و کلمبیا فعالیت کرد. در ۲۵ اوت ۲۰۱۸ حمدالله محب به عنوان مشاور امنیت ملی جمهوری اسلامی افغانستان و جانشین محمد حنیف اتمر در حکومت رئیس‌جمهور غنی گماشته شد. 
محب بعد از سقوط کابل و دولت اشرف غنی به لندن رفته و همراه با همسر انگلیسی خود در لندن زندگی می‌کند. 

## زندگی شخصی
محب در سال ۲۰۱۱ با لایل آدامز متخصص آمریکایی در امور افغانستان که در سال ۱۹۸۷ به دنیا آمده‌است ازدواج کرده و صاحب یک دختر و یک پسر شده است. محب به زبان‌های پشتو، فارسی دری و انگلیسی مسلط بوده و به زبان‌های اردو و هندی نیز صحبت می‌کند.